# خانه‌برق عیسی‌خانی
خانه‌برق عیسی‌خانی یکی از روستاهای استان آذربایجان شرقی است که در دهستان بناجوی غربی بخش مرکزی شهرستان بناب واقع شده‌است.این روستا ۳۴ نفر جمعیت دارد.